# Tinthiinae
De Tinthiinae vormen een onderfamilie van de wespvlinders (Sesiidae). 

## Taxonomie
De Tinthiinae kennen de volgende indeling in geslachtengroepen en geslachten:
- Paraglosseciini Gorbunov & Eitschberger 1990
  - Oligophlebia Hampson, 1893
  - Isothamnis Meyrick, 1935
  - Cyanophlebia Arita & Gorbunov, 2001
  - Lophocnema Turner, 1917
  - Diapyra Turner, 1917
  - Micrecia Hampson, 1919
- Pennisetiini Naumann, 1971
  - Pennisetia Dehne, 1850
  - Corematosetia Kallies & Arita, 2001
- Tinthiini Le Cerf, 1917
  - Microsphecia Bartel, 1912
  - Tinthia Walker, 1865
  - Sophona Walker, 1856
  - Zenodoxus Grote & Robinson, 1868
  - Conopsia Strand, 1913
  - Paranthrenopsis Le Cerf, 1911
  - Entrichella Bryk, 1947
  - Negotinthia Gorbunov, 2001
  - Trichocerota Hampson, 1893
  - Paradoxecia Hampson, 1919
  - Rectala Bryk, 1947
  - Ceratocorema Hampson, 1893
  - Caudicornia Bryk, 1947
  - Bidentotinthia Arita & Gorbunov, 2003
  - Tarsotinthia Arita & Gorbunov, 2003
  - Tyrictaca Walker, 1862
- Similipepsini Špatenka, Laštuvka, Gorbunov, Toševski & Arita, 1993
  - Similipepsis Le Cerf, 1911
  - Gasterostena Arita & Gorbunov, 2003